# یواس‌اس فلوریدا (بی‌بی-۳۰)
یواس‌اس فلوریدا (بی‌بی-۳۰) (به انگلیسی: USS Florida (BB-30)) یک کشتی بود که طول آن ۵۲۱ فوت ۸ اینچ (۱۵۹٫۰۰ متر) بود. این کشتی در سال ۱۹۱۰ ساخته شد.